# Paul Bogle
Right Excellent Paul Bogle, jamajški baptistični diakon in upornik, * 1822, † oktober 1865.
Bogle je živel v Stony Gutu v okrožju Saint Thomas in je imel približno 500 akrov zemlje. Doba suženjstva se je končevala (suženjstvo so ukinili leta 1834), vendar je bilo življenje sedaj svobodnih nekdanjih sužnjev težko. Leta 1864 je Bogle postal diakon v baptistični cerkvi. 
Bil je vodja upora v Morant Bayju leta 1865. 24. oktobra so ga ujeli in usmrtili. Jamajka je bila tedaj kolonija Združenega kraljestva. Kasneje so mu podelili red narodnega heroja in naziv Right Excellent.
Upodobljen je na glavi kovanca za 10 jamajških centov.